# 淳化閣帖
《淳化閣帖》，又名《淳化秘閣法帖》，简称《阁帖》，共10卷。是中國最早的一部匯集各家書法墨蹟的法帖。

## 宋代初拓本
北宋淳化三年（992年），太宗趙光義令出內府所藏歷代墨跡，命翰林侍書王著編次摹勒上石（一說摹勒於棗木板上）於禁內，刻於秘閣；而王著采择未精，夹杂部分伪迹，或把作者标误，但古人法书，赖以此传。自漢章帝至唐高宗，包括帝王、臣子和著名書法家等103人的420篇作品。其中卷九、卷十為王獻之畫，此二卷合計六十三帖。所以历来将此阁帖称为“法帖之祖”。宋代文献记录此帖为木板刻，初拓用“澄心堂纸”、“李廷珪墨”，但未见此种拓本流传。宋仁宗庆历年间，宫中意外失火，拓印《淳化阁帖》的枣木原版不幸全部焚毁，后来历代摹刻、翻刻版本繁多。

## 宋代至清代康熙年间翻刻本
《泉州本淳化閣帖》是宋代翻刻本，帝昺南逃時攜至泉州。明人又颇多翻刻，以上海潘氏（潘祖纯）、顾氏及肃王府刻本为著。清康熙年间又将“肃刻本”再刻于西安。

## 清代乾隆重刻拓本

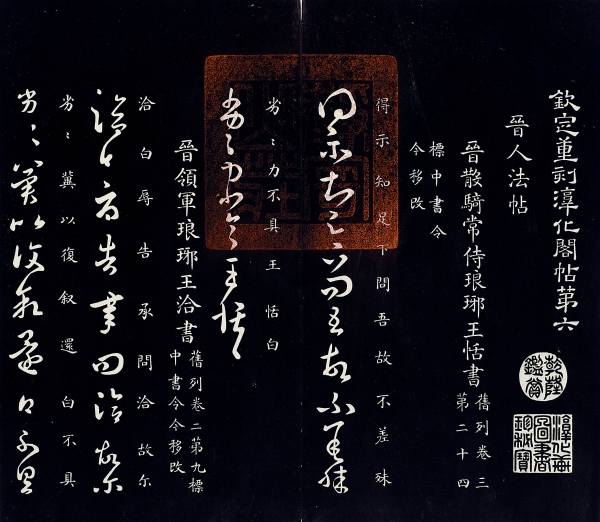
《淳化阁帖》乾隆拓本

乾隆年间，乾隆皇帝根据宋拓本命人将其中部分辑刻于石碑之上，便于大量拓印，从而建立了他的官方书法典范。乾隆三十四年，圆明园之长春园正中的主体建筑建成，又适逢《重刻淳化阁帖》竣工，遂将刻板嵌于左右廊的廊壁上，“淳化轩”由此得名。一个世纪后，碑石被毁。《重刻淳化阁帖》刻板144块，共10卷，汇集历代名家99人的真迹；刻成后又拓400部，分赐皇室宗亲、大臣以及直隶、山东、浙江各行宫。

## 收藏及拍卖
上海博物馆藏宋拓10卷《淳化阁帖》修内司本，也就是许汉卿收藏的“潘祖纯跋本”，并称“许汉卿本”。这套宋拓的《淳化阁帖》拓本的来历清楚，有明万历年潘祖纯的题跋，康熙三十一年龙山查升的跋；拓本采用擦拓的方式，字迹淡雅而清晰，刻工精致，转折、牵丝等地方丝毫没有漏刻或误刻的痕迹，极为难得。
2011年9月，纽约佳士得推出《澄怀味象：许汉卿珍藏》专场拍卖。许汉卿旧藏的《淳化阁帖》乾隆拓本（一套二函，各五册）也在此时推出。

## 其他
黃伯思有《法帖刊誤》2卷。1991年北京古籍出版《淳化閣帖》影印本。

### 引用
1. 1 2 3  .   [2011-12-22]. （原始内容存档于2019-09-01）.
2. ↑  陳懋仁《泉南雜誌》：“淳化閣帖十卷，宋帝南狩，遺於泉州。已而石刻湮地中，久之，石出光怪，櫪馬驚怖。發之，即是帖也。故泉人名其帖曰‘馬蹄真跡’。”